# Olympische Sommerspiele 1928/Rudern
Bei den IX. Olympischen Spielen 1928 in Amsterdam wurden sieben Wettbewerbe im Rudern ausgetragen. Zwischen dem 2. und dem 10. August 1928 traten insgesamt 245 männliche Athleten aus 19 Nationen in sieben Wettbewerben an. Ausgetragen wurden die Ruderregatten auf der Ringvaart des Haarlemmermeerpolders bei Sloten.

## Bilanz

### Medaillenspiegel
| Platz | Land               | Gold | Silber | Bronze | Gesamt |
| ----- | ------------------ | ---- | ------ | ------ | ------ |
| 1     | Vereinigte Staaten | 2    | 2      | 1      | 5      |
| 2     | Großbritannien     | 1    | 2      | 1      | 4      |
| 3     | Schweiz            | 1    | 1      | –      | 2      |
| 4     | Königreich Italien | 1    | –      | 1      | 2      |
| 5     | Australien         | 1    | –      | –      | 1      |
| 5     | Deutsches Reich    | 1    | –      | –      | 1      |
| 7     | Kanada             | –    | 1      | 1      | 2      |
| 8     | Frankreich         | –    | 1      | –      | 1      |
| 9     | Belgien            | –    | –      | 1      | 1      |
| 9     | Österreich         | –    | –      | 1      | 1      |
| 9     | Polen              | –    | –      | 1      | 1      |

### Medaillengewinner
| Konkurrenz             | Gold | Silber | Bronze |
| ---------------------- | --- | --- | --- |
| Einer                  | Henry Pearce | Kenneth Myers | David Collet |
| Doppelzweier           | Vereinigte Staaten Paul Costello Charles McIlvaine | Kanada Joseph Wright John Guest | Österreich Leo Losert Viktor Flessl                                                                                                |
| Zweier ohne Steuermann | Deutsches Reich Kurt Moeschter Bruno Müller | Großbritannien Terence O’Brien Robert Nisbet | Vereinigte Staaten Paul McDowell John Schmitt                                                                                      |
| Zweier mit Steuermann  | Schweiz Hans Schöchlin Karl Schöchlin Hans Bourquin | Frankreich Armand Marcelle Édouard Marcelle Henri Préaux                                                                                         | Belgien Léon Flament François De Coninck Georges Anthony                                                                           |
| Vierer ohne Steuermann | Großbritannien John Lander Michael Warriner Richard Beesly Edward Bevan                                                                                   | Vereinigte Staaten Charles Karle William Miller George Healis Ernest Bayer                                                                       | Königreich Italien Cesare Rossi Pietro Freschi Umberto Bonadè Paolo Gennari                                                        |
| Vierer mit Steuermann  | Königreich Italien Valerio Perentin Giliante D’Este Nicolò Vittori Giovanni Delise Renato Petronio                                                        | Schweiz Ernst Haas Joseph Meyer Otto Bucher Karl Schwegler Fritz Bösch                                                                           | Polen Franciszek Bronikowski Edmund Jankowski Leon Birkholc Bernard Ormanowski Bolesław Drewek                                     |
| Achter                 | Vereinigte Staaten Marvin Stalder John Brinck Francis Frederick William Thompson William Dally James Workman Hubert Caldwell Peter Donlon Donald Blessing | Großbritannien Jamie Hamilton Guy Oliver Nickalls John Badcock Donald Gollan Harold Lane Gordon Killick Jack Beresford Harold West Arthur Sulley | Kanada Frederick Hedges Frank Fiddes John Hand Herbert Richardson Jack Murdoch Athol Meech Edgar Norris William Ross John Donnelly |

## Ergebnisse

### Einer
| Platz | Land | Sportler          | Zeit (min)                |
| ----- | ---- | ----------------- | ------------------------- |
| 1     | AUS  | Henry Pearce      | 7:11,0                    |
| 2     | USA  | Kenneth Myers     | 7:20,8                    |
| 3     | GBR  | David Collet      | 7:29,8                    |
| 4     | NED  | Bert Gunther      | 7:31,6                    |
| 5     | CAN  | Joseph Wright     | 7:57,6 (im Viertelfinale) |
| 6     | TCH  | Josef Straka      | 8:04,8 (im Viertelfinale) |
| 7     | SUI  | Édouard Candeveau | 8:11,0 (im Viertelfinale) |
| 8     | FRA  | Vincent Saurin    | 8:11,8 (im Viertelfinale) |

15 von 18 gemeldeten Ruderern aus 15 Nationen gingen an den Start und ermittelten vom 3. bis 10. August in vier K.-o.-Runden die beiden Finalisten.

### Doppelzweier
| Platz | Land | Sportler                        | Zeit (min)                |
| ----- | ---- | ------------------------------- | ------------------------- |
| 1     | USA  | Paul Costello Charles McIlvaine | 6:41,4                    |
| 2     | CAN  | Joseph Wright John Guest        | 6:51,0                    |
| 3     | AUT  | Leo Losert Viktor Flessl        | 6:58,8                    |
| 4     | GER  | Horst Hoeck Gerhard Voigt       | 6:48,2 (im Viertelfinale) |
| 5     | NED  | Han Cox Constant Pieterse       | 6:52,8 (im Viertelfinale) |
| 6     | SUI  | Rudolf Bosshard Maurice Rieder  | 6:53,4 (im Viertelfinale) |
| 7     | FRA  | Paul Robineau Maurice Caplain   | 7:30,8 (im Hoffnungslauf) |
| 8     | GBR  | Humphrey Boardman Denis Guye    | 6:59,2 (in der 2. Runde)  |

Vom 3. bis 10. August starteten Boote aus 10 Nationen zunächst in fünf Vorläufen, ehe in vier Zweitrundenläufen und drei Viertelfinals insgesamt drei Halbfinalisten ermittelt wurden. Die im Halbfinale unterlegenen Österreicher Leo Losert und Viktor Flessl gewannen automatisch die Bronzemedaille.

### Zweier ohne Steuermann
| Platz | Land | Sportler                                        | Zeit (min)                   |
| ----- | ---- | ----------------------------------------------- | ---------------------------- |
| 1     | GER  | Kurt Moeschter Bruno Müller                     | 7:06,4                       |
| 2     | GBR  | Terence O’Brien Robert Nisbet                   | 7:08,8                       |
| 3     | USA  | Paul McDowell John Schmitt                      | 7:20,4                       |
| 4     | ITA  | Romeo Sisti Nino Bolzoni                        | 7:24,4                       |
| 5     | SUI  | Alois Reinhard Willy Müller                     | 7:29,2 (in der 2. Runde)     |
| 6     | NED  | Carel van Wankum Hein van Suylekom              | 7:30,2 (in der 2. Runde)     |
| 7     | BEL  | Philippe Van Volckxsom Carlos Van den Driessche | 8:36,4 (im 1. Hoffnungslauf) |
| 8     | FRA  | André Pactat Robert Guelpa                      | 9:01,8 (im 1. Hoffnungslauf) |

Von neun gemeldeten Booten gingen acht Boote ins Rennen, das mit vier Vorläufen begann. Die Regatta fand vom 2. bis 10. August statt.

### Zweier mit Steuermann
| Platz | Land | Sportler                                                   | Zeit (min)                   |
| ----- | ---- | ---------------------------------------------------------- | ---------------------------- |
| 1     | SUI  | Hans Schöchlin Karl Schöchlin Hans Bourquin (Stm.)         | 7:42,6                       |
| 2     | FRA  | Armand Marcelle Édouard Marcelle Henri Préaux (Stm.)       | 7:48,4                       |
| 3     | BEL  | Léon Flament François De Coninck Georges Anthony (Stm.)    | 7:59,4                       |
| 4     | ITA  | Pier Luigi Vestrini Renzo Vestrini Cesare Milani (Stm.)    | DNF (in der 2. Runde)        |
| 5     | USA  | Augustus Goetz Joe Dougherty Thomas Mack (Stm.)            | 8:41,2 (im 1. Hoffnungslauf) |
| 6     | NED  | Tjapko van Bergen Cornelis Dusseldorp Hendrik Smits (Stm.) | DNF (in der 1. Runde)        |

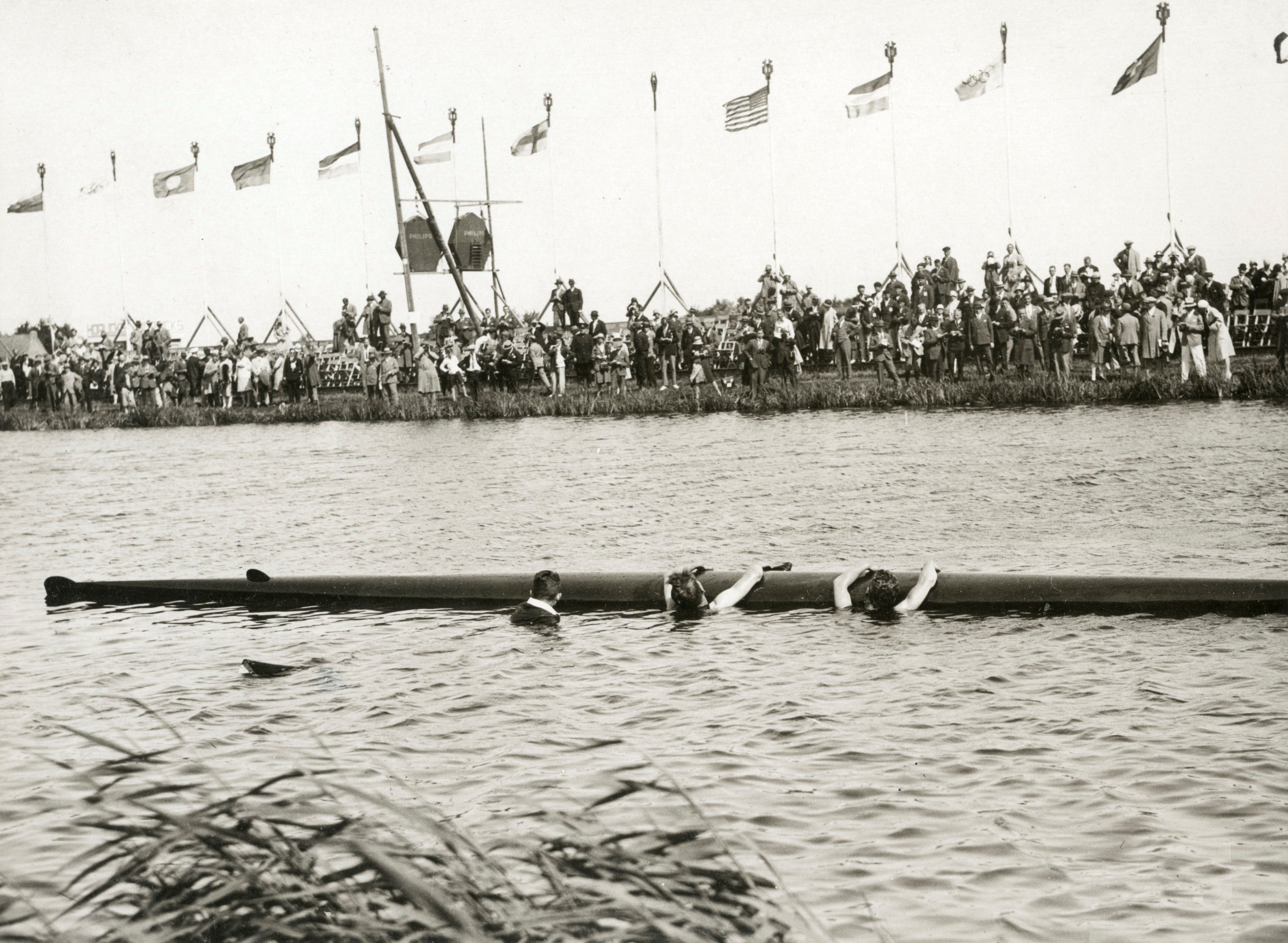
Der niederländische Zweier kenterte im Vorlauf gegen das belgische Boot

Sechs von nur sieben gemeldeten Booten starteten in dieser vom 3. bis 10. August stattfindenden Ruderregatta, nachdem das argentinische Boot nicht antrat.

### Vierer ohne Steuermann
| Platz | Land | Sportler                                                         | Zeit (min)                   |
| ----- | ---- | ---------------------------------------------------------------- | ---------------------------- |
| 1     | GBR  | John Lander Michael Warriner Richard Beesly Edward Bevan         | 6:36,0                       |
| 2     | USA  | Charles Karle William Miller George Healis Ernest Bayer          | 6:37,0                       |
| 3     | ITA  | Cesare Rossi Pietro Freschi Umberto Bonadè Paolo Gennari         | 6:31,6                       |
| 4     | GER  | Heinrich Zänker Wolfgang Goedecke Günther Roll Werner Zschiesche | k. A. (im Viertelfinale)     |
| 5     | FRA  | Henri Bonzano Albert Bonzano Émile Lecuirot Louis Devillié       | DNS (im Viertelfinale)       |
| 6     | NED  | Simon Bon Egbertus Waller Ansco Dokkum Paul Maasland             | 7:30,2 (im 1. Hoffnungslauf) |

An der Regatta, die vom 3. bis 10. August stattfand, nahmen sechs Boote teil.

### Vierer mit Steuermann
| Platz | Land | Sportler                                                                                 | Zeit (min)                   |
| ----- | ---- | ---------------------------------------------------------------------------------------- | ---------------------------- |
| 1     | ITA  | Valerio Perentin Giliante D’Este Nicolò Vittori Giovanni Delise Renato Petronio          | 6:47,8                       |
| 2     | SUI  | Ernst Haas Joseph Meyer Otto Bucher Karl Schwegler Fritz Bösch                           | 7:03,4                       |
| 3     | POL  | Franciszek Bronikowski Edmund Jankowski Leon Birkholc Bernard Ormanowski Bolesław Drewek | 7:12,8                       |
| 4     | GER  | Karl Golzo Hans Nickel Karl Hoffmann Werner Kleine Alfred Krohn                          | 7:26,4 (im Viertelfinale)    |
| 5     | BEL  | Maurice Delplanck Theo Wambeke Alphonse Dewette Charles Van Son Jean Bauwens             | 7:30,2 (im Viertelfinale)    |
| 6     | HUN  | Sándor Hautzinger Zoltán Török László Bartók Béla Blum Béla Zoltán                       | 7:00,4 (im 2. Hoffnungslauf) |
| 7     | USA  | Allerton Cushman Charles Mason James Hubbard James Lawrence Eugene Belisle               | 7:49,4 (in der 2. Runde)     |
| 8     | FRA  | Jean Ruffier des Aimés Henri Gatineau L. le Cornu Georges Piot Antoine Decours           | 7:50,8 (in der 2. Runde)     |

An der Regatta, die vom 3. bis 10. August stattfand, nahmen elf Boote teil.

### Achter
| Platz | Land | Sportler | Zeit (min)                   |
| ----- | ---- | --- | ---------------------------- |
| 1     | USA  | Marvin Stalder, John Brinck, Francis Frederick, William Thompson, William Dally, James Workman, Hubert Caldwell, Peter Donlon, Donald Blessing                               | 6:03,2                       |
| 2     | GBR  | Jamie Hamilton, Guy Oliver Nickalls, John Badcock, Donald Gollan, Harold Lane, Gordon Killick, Jack Beresford, Harold West, Arthur Sulley                                    | 6:05,6                       |
| 3     | CAN  | Frederick Hedges, Frank Fiddes, John Hand, Herbert Richardson, Jack Murdoch, Athol Meech, Edgar Norris, William Ross, John Donnelly                                          | k. A.                        |
| 4     | POL  | Otto Gordziałkowski, Stanisław Urban, Andrzej Sołtan-Pereświat, Marian Wodziański, Janusz Ślązak, Wacław Michalski, Józef Łaszewski, Henryk Niezabitowski, Jerzy Skolimowski | 6:42,2 (im Viertelfinale)    |
| 5     | GER  | Karl Aletter, Ernst Gaber, Wilhelm Reichert, Erwin Hoffstätter, Hermann Herbold, Gustav Maier, Robert Huber, Hans Maier, Fritz Bauer                                         | 6:42,8 (im Viertelfinale)    |
| 6     | ITA  | Medardo Lamberti, Arturo Moroni, Vittore Stocchi, Guglielmo Carubbi, Amilcare Canevari, Medardo Galli, Giulio Lamberti, Benedetto Borella, Angelo Polledri                   | 6:44,4 (im Viertelfinale)    |
| 7     | ARG  | Ernesto Black, Pedro Brise, Armin Meyer, Lázaro Iturrieta, Federico Probst, Leonel Sutton, Irving Bond, Gustavo Lanusse, Alberto Errecalde                                   | 6:33,0 (im 2. Hoffnungslauf) |
| 8     | DEN  | Svend Aage Grønvold, Georg Sjøht, Bernhardt Møller Sørensen, Sigfred Sørensen, Ernst Friborg Jensen, Carl Schmidt, Willy Sørensen, Knud Olsen, Harry Gregersen               | 6:48,4 (in der 2. Runde)     |

An der Regatta, die vom 2. bis 10. August stattfand, nahmen elf Boote teil.